# Simone Vignoso
Simone Vignoso est un amiral génois du XIVe siècle dont les traces se perdent en 1350. En 1346, il dirige la flotte qui prend l'île de Chios et le port de Phocée, y établissant la compagnie Maona de Chios et Phocée dirigée par les Génois. 

## Biographie

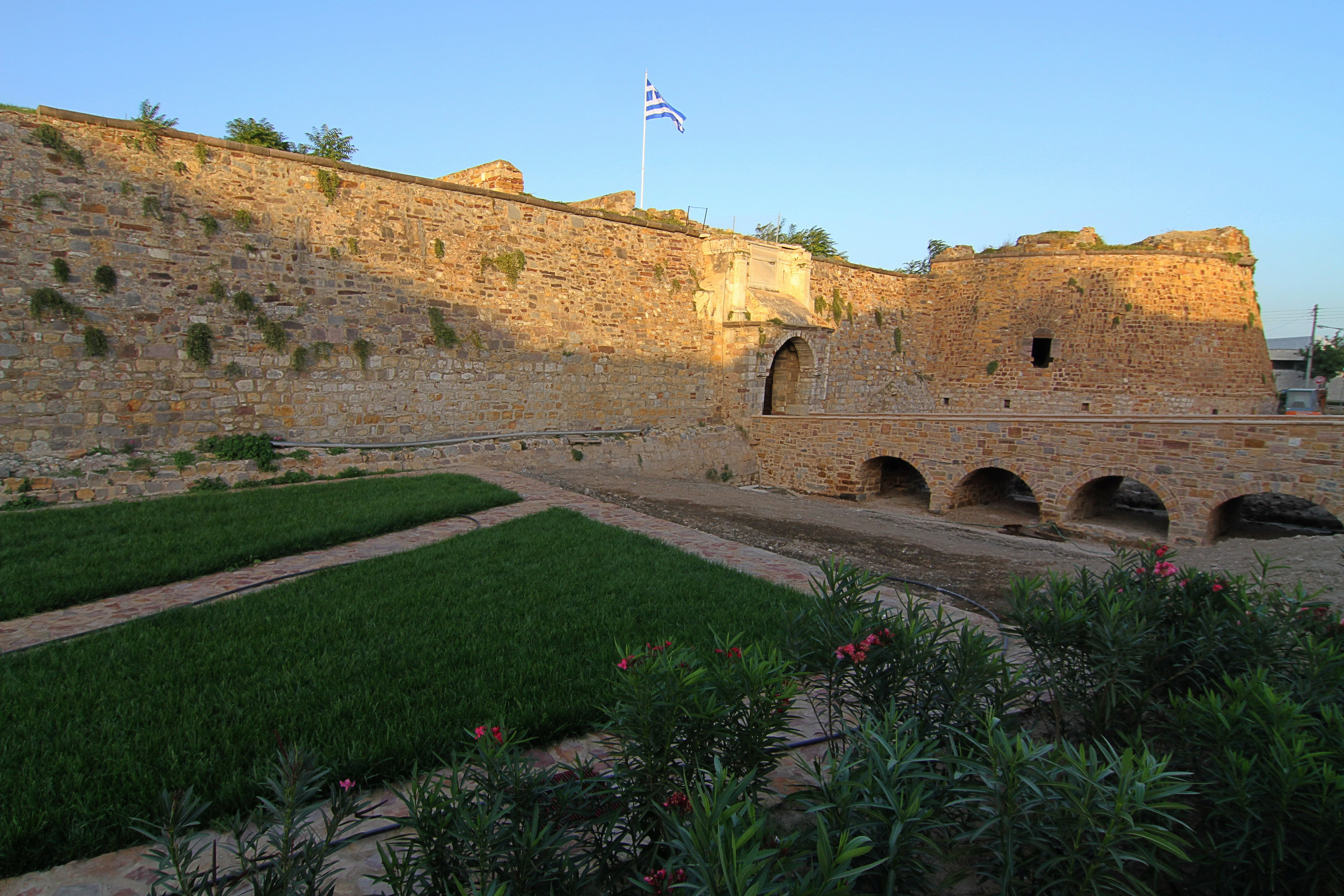
Vue de la citadelle de Chios en 2013.

Simone Vignoso est mentionné pour la première fois en 1345, comme amiral de la flotte génoise qui affronte les Grimaldi, nobles génois rebelles réfugiés à Monaco. La révolte ayant échoué et les nobles ayant fui Monaco pour Marseille, la flotte est redirigée vers l'est, pour défendre les intérêts commerciaux génois sur les routes menant à la mer Noire et soulager le siège de Caffa,,.
Vignoso et ses 29 galères quittent Gênes en mai et arrivent le 8 juin 1346 à la colonie vénitienne de Négrepont, sur la côte est de la Grèce. Les Génois rencontrent la flotte d'Humbert II de Viennois qui participe à la deuxième croisade smyrniote. Humbert a pour objectif de prendre l'île de Chios, qui, de 1304 à 1329 était une possession de la famille génoise Zaccaria. Humbert tente d'associer les Génois à son projet d'attaque sur Chios, en promettant des grosses récompenses. Les Génois refusent, attaquent la flotte des croisés, s'emparent de leurs chevaux et de leur équipement et prennent Chios .
Les Génois débarquent à Chios le 15 juin 1346 et s'emparent de l'île en une semaine, à l'exception de la citadelle, qui résiste jusqu'au 12 septembre,. La reddition de la citadelle est scellée par un traité entre les Génois et les archontes grecs locaux qui prêtent serment d'allégeance à la République de Gênes, gardant leurs domaines et les privilèges conférés par les empereurs byzantins. Le gouverneur de la citadelle, Caloianni Tzybos, se voit en outre promettre 7 000 hyperpyra sur trois ans et est exempté d'impôts ainsi que sa famille.
En une semaine, Vignoso occupe les ports de la Vieille Phocée et de la Nouvelle Phocée sur la côte anatolienne, au centre d'un commerce rentable en raison de leurs mines d'alun. Vignoso a également pour objectif de prendre les îles de Lesbos et de Ténédos, mais ses équipages épuisés refusent de le suivre,. L'ancien gouverneur de la citadelle de Chios, Tzybos, est nommé gouverneur de la vieille Phocée.
À Chios, le 26 février 1347 Vignoso et les autres parties prenantes de l'expédition forment une société par actions pour exploiter les nouvelles possessions, la Maona de Chios et Phocée,. En 1347, une révolte des magnats grecs est réprimée, leurs privilèges suspendus, leurs biens confisqués et partagés entre les colons génois et les actionnaires de la Maona. Vignoso est gouverneur (podestà) des Maona en 1350. C'est la dernière information le concernant.